# Movimento para a Salvação de Azauade
Movimento para a Salvação de Azauade (em francês:  Mouvement pour le salut de l'Azawad, MSA) é um movimento político e militar tuaregue formado em 2 de setembro de 2016 durante a Guerra do Mali.

## Fundação e objetivos

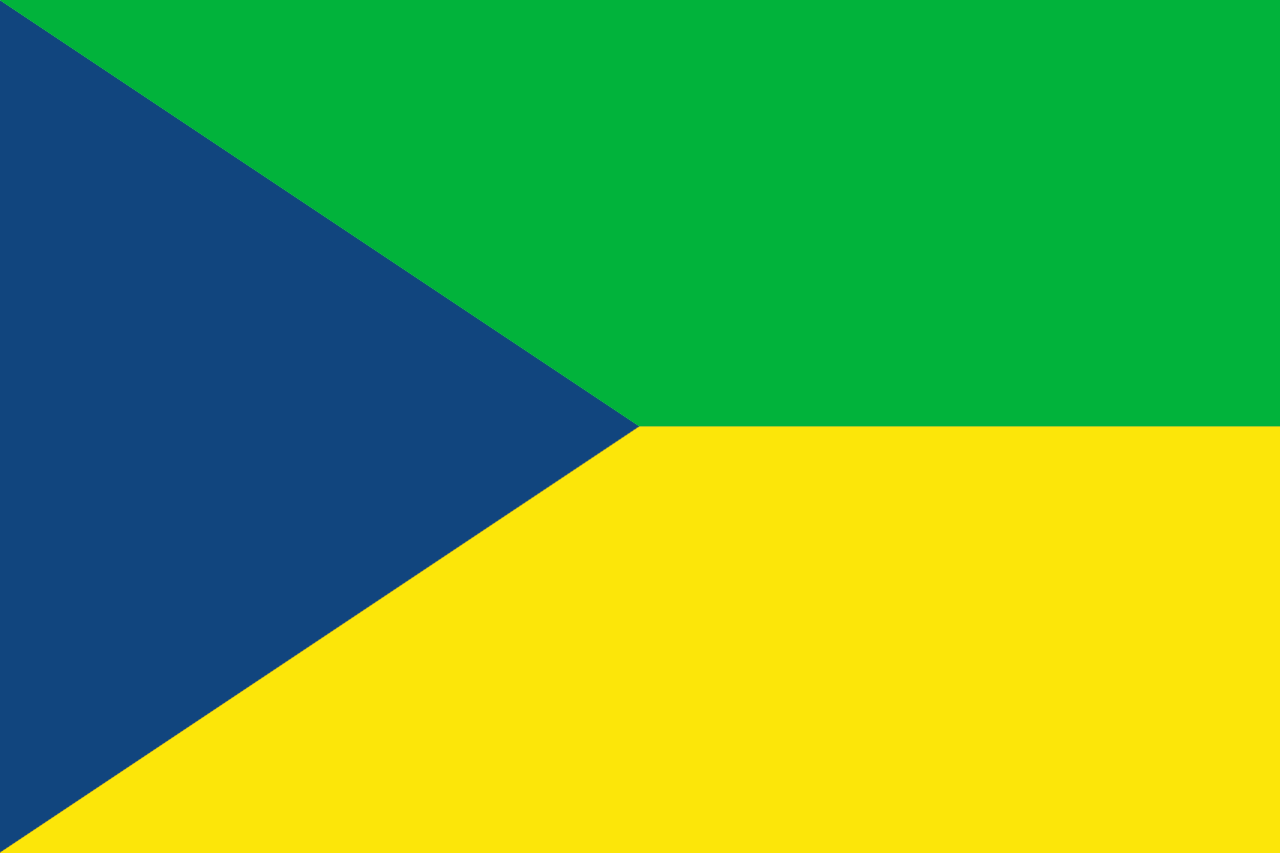
Bandeira do grupo.

O movimento foi oficialmente fundado em 2 de setembro de 2016 em Tin-Fadimata, ao norte de Ménaka. É formado por antigos membros do Movimento Nacional de Libertação do Azauade (MNLA), bem como pelo Alto Conselho para a Unidade de Azauade e pelo Movimento Árabe de Azauade (MAA). Um de seus fundadores, Moussa Ag Acharatoumane, declarou: "Estamos buscando o mesmo objetivo de antes. Queremos representar e defender todo o povo de Azawad. E fazemos parte da lógica do acordo de paz de Argel". O grupo afirma representar "todas as comunidades", uma maneira, segundo a RFI, de "criticar a onipotência da dissensão de ifogas" em Quidal. O movimento, no entanto, afirma o desejo de permanecer na Coordenação dos Movimentos de Azauade (CMA). Mas como a CMA e o GATIA se envolvem em confrontos na região de Quidal, Moussa Ag Acharatoumane, El Hadj Ag Gamou e um representante legal do MAA se reúnem em 15 de setembro em Azawa, região de Gao e anunciam sua colaboração em termos de segurança, incluindo a organização de patrulhas conjuntas.
Em abril de 2017, as forças da MSA e do GATIA uniram-se, de acordo com as autoridades interinas, para assegurar a cidade de Ménaka.
Em julho de 2017, o MSA recusa-se a envolver-se nos combates entre o GATIA e o CMA; o Secretário-Geral Moussa Ag Acharatoumane declara: "Nós sempre defendemos o acordo com os nossos vizinhos, e o GATIA é um dos nossos vizinhos, assim como outras comunidades, incluindo o CMA".

## Comando
O Movimento para a Salvação de Azauade foi fundado por Moussa Ag Acharatoumane, chefe da tribo tuaregue Daoussahak e ex-porta-voz do MNLA na imprensa internacional, e por Assalat Ag Habi, líder militar, ex-coronel do exército maliano e membro da tribo Chamanamas.

## Efetivos
Na fundação do movimento, Moussa Ag Acharatoumane afirmou ter 400 pick-ups. O movimento é baseado principalmente na região de Ménaka. Reivindica possuir 3.000 combatentes, mas esse número é provavelmente exagerado.